# Theristus leptosoma
Theristus leptosoma is een rondwormensoort uit de familie van de Xyalidae. De wetenschappelijke naam van de soort is voor het eerst geldig gepubliceerd in 1950 door Allgén.